# Zosterops feae
Zosterops feae — вид воробьиных птиц из семейства белоглазковых (Zosteropidae). Подвидов не выделяют.

## Описание
Длина тела 10.5 см. Вес 6-10.7 г. По сравнению со взрослыми особями ранее признававшегося конспецифичным Zosterops ficedulinus, взрослые особи данного вида несколько темнее и зеленее сверху, включая верх головы. Горло, грудка и бока более серые. Клюв розовый или оранжево-розовый, иногда с серым пятном.
Самец и самка похожи. Неполовозрелые особи не описаны.

## Распространение
Эндемики острова Сан-Томе.

## Биология
Питаются насекомыми и ягодами.

## Охранный статус
МСОП присвоил виду охранный статус NT.